# Interlands Duits voetbalelftal 1970-1979
Deze pagina toont een chronologisch en gedetailleerd overzicht van de interlands die het West-Duits voetbalelftal heeft gespeeld in de periode 1970 – 1979.

## Interlands

### 1970
|                                                                          |                                                         |       |                |                                                                                                 |
| 11 februari Vriendschappelijk № 345 «onderlinge duels» 20:30 uur (UTC+1) | Spanje                                                  | 2 – 0 | West-Duitsland | Estadio Ramón Sánchez Pizjuán, Sevilla Toeschouwers: 14.900 Scheidsrechter: René Vigliani (FRA) |
| 11 februari Vriendschappelijk № 345 «onderlinge duels» 20:30 uur (UTC+1) | Antón Arieta-Araunabeña 17' Antón Arieta-Araunabeña 41' |       |                | Estadio Ramón Sánchez Pizjuán, Sevilla Toeschouwers: 14.900 Scheidsrechter: René Vigliani (FRA) |

|                                                                      |                      |       |                     |                                                                                     |
| 8 april Vriendschappelijk № 346 «onderlinge duels» 19:30 uur (UTC+1) | West-Duitsland       | 1 – 1 | Roemenië            | Neckarstadion, Stuttgart Toeschouwers: 69.687 Scheidsrechter: Gyula Emsberger (HUN) |
| 8 april Vriendschappelijk № 346 «onderlinge duels» 19:30 uur (UTC+1) | Wolfgang Overath 33' |       | 19' Alexandru Neagu | Neckarstadion, Stuttgart Toeschouwers: 69.687 Scheidsrechter: Gyula Emsberger (HUN) |

|                                                                    |                                |       |                    |                                                                                       |
| 9 mei Vriendschappelijk № 347 «onderlinge duels» 15:00 uur (UTC+1) | West-Duitsland                 | 2 – 1 | Ierland            | Olympiastadion, West-Berlijn Toeschouwers: 57.128 Scheidsrechter: Einar Boström (SWE) |
| 9 mei Vriendschappelijk № 347 «onderlinge duels» 15:00 uur (UTC+1) | Uwe Seeler 17' Hannes Löhr 82' |       | 86' Paddy Mulligan | Olympiastadion, West-Berlijn Toeschouwers: 57.128 Scheidsrechter: Einar Boström (SWE) |

|                                                                     |                |       |             |                                                                                           |
| 13 mei Vriendschappelijk № 348 «onderlinge duels» 19:30 uur (UTC+1) | West-Duitsland | 1 – 0 | Joegoslavië | Niedersachsenstadion, Hannover Toeschouwers: 71.554 Scheidsrechter: Rudolf Scheurer (SUI) |
| 13 mei Vriendschappelijk № 348 «onderlinge duels» 19:30 uur (UTC+1) | Uwe Seeler 10' |       |             | Niedersachsenstadion, Hannover Toeschouwers: 71.554 Scheidsrechter: Rudolf Scheurer (SUI) |

| Wereldkampioenschap voetbal 1970 |
| -------------------------------- |

|                                                                   |                                |       |                   |                                                                              |
| 3 juni WK 1970 Groep D № 349 «onderlinge duels» 16:00 uur (UTC−6) | West-Duitsland                 | 2 – 1 | Marokko           | Estadio León, León Toeschouwers: 12.942 Scheidsrechter: Lau van Ravens (NED) |
| 3 juni WK 1970 Groep D № 349 «onderlinge duels» 16:00 uur (UTC−6) | Uwe Seeler 56' Gerd Müller 80' |       | 21' Houmane Jarir | Estadio León, León Toeschouwers: 12.942 Scheidsrechter: Lau van Ravens (NED) |

|                                                                   |                                       |       |                                                                                           |                                                                                            |
| 7 juni WK 1970 Groep D № 350 «onderlinge duels» 12:00 uur (UTC−6) | Bulgarije                             | 2 – 5 | West-Duitsland                                                                            | Estadio León, León Toeschouwers: 12.710 Scheidsrechter: José María Ortiz de Mendíbil (ESP) |
| 7 juni WK 1970 Groep D № 350 «onderlinge duels» 12:00 uur (UTC−6) | Asparuh Nikodimov 12' Todor Kolev 88' |       | 20' Reinhard Libuda 28' Gerd Müller 52' (pen.) Gerd Müller 69' Uwe Seeler 87' Gerd Müller | Estadio León, León Toeschouwers: 12.710 Scheidsrechter: José María Ortiz de Mendíbil (ESP) |

|                                                                    |                           |       |                      |                                                                            |
| 10 juni WK 1970 Groep D № 351 «onderlinge duels» 16:00 uur (UTC−6) | West-Duitsland            | 3 – 1 | Peru                 | Estadio León, León Toeschouwers: 17.975 Scheidsrechter: Abel Aguilar (MEX) |
| 10 juni WK 1970 Groep D № 351 «onderlinge duels» 16:00 uur (UTC−6) | Gerd Müller 19', 26', 39' |       | 44' Teófilo Cubillas | Estadio León, León Toeschouwers: 17.975 Scheidsrechter: Abel Aguilar (MEX) |

|                                                                        |                                                       |              |                                    |                                                                              |
| 14 juni WK 1970 Kwartfinale № 352 «onderlinge duels» 12:00 uur (UTC−6) | West-Duitsland                                        | 3 – 2 (n.v.) | Engeland                           | Estadio León, León Toeschouwers: 23.357 Scheidsrechter: Ángel Coerezza (ARG) |
| 14 juni WK 1970 Kwartfinale № 352 «onderlinge duels» 12:00 uur (UTC−6) | Franz Beckenbauer 68' Uwe Seeler 82' Gerd Müller 108' |              | 31' Alan Mullery 49' Martin Peters | Estadio León, León Toeschouwers: 23.357 Scheidsrechter: Ángel Coerezza (ARG) |

|                                                                         |                                                                                |              |                                                   |                                                                                         |
| 17 juni WK 1970 Troostfinale № 353 «onderlinge duels» 16:00 uur (UTC−6) | Italië                                                                         | 4 – 3 (n.v.) | West-Duitsland                                    | Aztekenstadion, Mexico-Stad Toeschouwers: 102.444 Scheidsrechter: Arturo Yamasaki (MEX) |
| 17 juni WK 1970 Troostfinale № 353 «onderlinge duels» 16:00 uur (UTC−6) | Roberto Boninsegna 8' Tarcisio Burgnich 98' Luigi Riva 104' Gianni Rivera 111' |              | 90' Karl-Heinz Schnellinger 94', 110' Gerd Müller | Aztekenstadion, Mexico-Stad Toeschouwers: 102.444 Scheidsrechter: Arturo Yamasaki (MEX) |

|                                                                         |                      |       |         |                                                                                           |
| 20 juni WK 1970 Troostfinale № 354 «onderlinge duels» 16:00 uur (UTC−6) | West-Duitsland       | 1 – 0 | Uruguay | Aztekenstadion, Mexico-Stad Toeschouwers: 104.403 Scheidsrechter: Antonio Sbardella (ITA) |
| 20 juni WK 1970 Troostfinale № 354 «onderlinge duels» 16:00 uur (UTC−6) | Wolfgang Overath 27' |       |         | Aztekenstadion, Mexico-Stad Toeschouwers: 104.403 Scheidsrechter: Antonio Sbardella (ITA) |

|  |  |  |  |  |  |  |  |  |

|                                                                          |                                                          |       |                    |                                                                                                |
| 9 september Vriendschappelijk № 355 «onderlinge duels» 19:30 uur (UTC+1) | West-Duitsland                                           | 3 – 1 | Hongarije          | Städtisches Stadion, Neurenberg Toeschouwers: 54.140 Scheidsrechter: Ferdinand Marschall (AUT) |
| 9 september Vriendschappelijk № 355 «onderlinge duels» 19:30 uur (UTC+1) | Klaus-Dieter Sieloff 11' Gerd Müller 22' Gerd Müller 53' |       | 32' László Fazekas | Städtisches Stadion, Neurenberg Toeschouwers: 54.140 Scheidsrechter: Ferdinand Marschall (AUT) |

|                                                                            |                        |       |                   |                                                                                     |
| 17 oktober EK 1972 kwalificatie № 356 «onderlinge duels» 15:30 uur (UTC+1) | West-Duitsland         | 1 – 1 | Turkije           | Müngersdorferstadion, Keulen Toeschouwers: 52.204 Scheidsrechter: Paul Bonett (MLT) |
| 17 oktober EK 1972 kwalificatie № 356 «onderlinge duels» 15:30 uur (UTC+1) | Gerd Müller 36' (pen.) |       | 15' Kamuran Yavuz | Müngersdorferstadion, Keulen Toeschouwers: 52.204 Scheidsrechter: Paul Bonett (MLT) |

|                                                                          |                                   |       |                |                                                                                    |
| 18 november Vriendschappelijk № 357 «onderlinge duels» 17:00 uur (UTC+1) | Joegoslavië                       | 2 – 0 | West-Duitsland | Maksimirstadion, Zagreb Toeschouwers: 25.000 Scheidsrechter: László Vízhányó (HUN) |
| 18 november Vriendschappelijk № 357 «onderlinge duels» 17:00 uur (UTC+1) | Josip Bukal 57' Dragan Džajić 87' |       |                | Maksimirstadion, Zagreb Toeschouwers: 25.000 Scheidsrechter: László Vízhányó (HUN) |

|                                                                          |                    |       |                                                              |                                                                                             |
| 22 november Vriendschappelijk № 358 «onderlinge duels» 15:00 uur (UTC+2) | Griekenland        | 1 – 3 | West-Duitsland                                               | Georgios Karaiskákisstadion, Piraeus Toeschouwers: 35.259 Scheidsrechter: Aurel Bentu (ROU) |
| 22 november Vriendschappelijk № 358 «onderlinge duels» 15:00 uur (UTC+2) | Nikos Gioutsos 52' |       | 30' Günter Netzer 42' Jürgen Grabowski 74' Franz Beckenbauer | Georgios Karaiskákisstadion, Piraeus Toeschouwers: 35.259 Scheidsrechter: Aurel Bentu (ROU) |

### 1971
|                                                                             |         |                 |                |                                                                                      |
| 17 februari EK 1972 kwalificatie № 359 «onderlinge duels» 14:30 uur (UTC+1) | Albanië | 0 – 1           | West-Duitsland | Qemal Stafastadion, Tirana Toeschouwers: 18.082 Scheidsrechter: Todor Bechirov (BUL) |
| 17 februari EK 1972 kwalificatie № 359 «onderlinge duels» 14:30 uur (UTC+1) |         | 38' Gerd Müller |                | Qemal Stafastadion, Tirana Toeschouwers: 18.082 Scheidsrechter: Todor Bechirov (BUL) |

|                                                                          |         |                                                  |                |                                                                                         |
| 25 april EK 1972 kwalificatie № 360 «onderlinge duels» 15:00 uur (UTC+2) | Turkije | 0 – 3                                            | West-Duitsland | Mithatpaşastadion, Istanbul Toeschouwers: 43.227 Scheidsrechter: Karlo Kruashvili (URS) |
| 25 april EK 1972 kwalificatie № 360 «onderlinge duels» 15:00 uur (UTC+2) |         | 43' Gerd Müller 47' Gerd Müller 72' Horst Köppel |                | Mithatpaşastadion, Istanbul Toeschouwers: 43.227 Scheidsrechter: Karlo Kruashvili (URS) |

|                                                                         |                                        |       |         |                                                                                        |
| 12 juni EK 1972 kwalificatie № 361 «onderlinge duels» 15:30 uur (UTC+1) | West-Duitsland                         | 2 – 0 | Albanië | Wildparkstadion, Karlsruhe Toeschouwers: 44.833 Scheidsrechter: Timoleon Latsios (GRE) |
| 12 juni EK 1972 kwalificatie № 361 «onderlinge duels» 15:30 uur (UTC+1) | Günter Netzer 18' Jürgen Grabowski 44' |       |         | Wildparkstadion, Karlsruhe Toeschouwers: 44.833 Scheidsrechter: Timoleon Latsios (GRE) |

|                                                                      |                 |       | |                                                                              |
| 22 juni Vriendschappelijk № 362 «onderlinge duels» 19:00 uur (UTC+1) | Noorwegen       | 1 – 7 | West-Duitsland | Ullevaalstadion, Oslo Toeschouwers: 19.857 Scheidsrechter: Bertil Lööw (SWE) |
| 22 juni Vriendschappelijk № 362 «onderlinge duels» 19:00 uur (UTC+1) | Odd Iversen 88' |       | 12' Wolfgang Overath 30' Gerd Müller 35' Franz Beckenbauer 47' Gerd Müller 52' Gerd Müller 67' Siegfried Held 86' Günter Netzer | Ullevaalstadion, Oslo Toeschouwers: 19.857 Scheidsrechter: Bertil Lööw (SWE) |

|                                                                      |                  |       |                |                                                                          |
| 30 juni Vriendschappelijk № 363 «onderlinge duels» 18:00 uur (UTC+1) | Zweden           | 1 – 0 | West-Duitsland | Ullevi, Göteborg Toeschouwers: 43.279 Scheidsrechter: Tiny Wharton (SCO) |
| 30 juni Vriendschappelijk № 363 «onderlinge duels» 18:00 uur (UTC+1) | Ove Kindvall 61' |       |                | Ullevi, Göteborg Toeschouwers: 43.279 Scheidsrechter: Tiny Wharton (SCO) |

|                                                                      |                    |       |                                                       |                                                                                           |
| 30 juni Vriendschappelijk № 364 «onderlinge duels» 19:00 uur (UTC+1) | Denemarken         | 1 – 3 | West-Duitsland                                        | Københavns Idrætspark, Kopenhagen Toeschouwers: 40.400 Scheidsrechter: Theo Boosten (NED) |
| 30 juni Vriendschappelijk № 364 «onderlinge duels» 19:00 uur (UTC+1) | Kresten Bjerre 13' |       | 72' Gerd Müller 83' Heinz Flohe 87' Franz Beckenbauer | Københavns Idrætspark, Kopenhagen Toeschouwers: 40.400 Scheidsrechter: Theo Boosten (NED) |

|                                                                          |                                                                                   |       |        |                                                                                       |
| 8 september Vriendschappelijk № 365 «onderlinge duels» 19:30 uur (UTC+1) | West-Duitsland                                                                    | 5 – 0 | Mexico | Niedersachsenstadion, Hannover Toeschouwers: 70.000 Scheidsrechter: Bertil Lööw (SWE) |
| 8 september Vriendschappelijk № 365 «onderlinge duels» 19:30 uur (UTC+1) | Horst Köppel 5' Gerd Müller 12' Gerd Müller 14' Günter Netzer 44' Gerd Müller 55' |       |        | Niedersachsenstadion, Hannover Toeschouwers: 70.000 Scheidsrechter: Bertil Lööw (SWE) |

|                                                                            |                    |       |                                                      |                                                                                                  |
| 10 oktober EK 1972 kwalificatie № 366 «onderlinge duels» 12:00 uur (UTC+1) | Polen              | 1 – 3 | West-Duitsland                                       | Stadion Dziesięciolecia, Warschau Toeschouwers: 83.570 Scheidsrechter: Ferdinand Marschall (AUT) |
| 10 oktober EK 1972 kwalificatie № 366 «onderlinge duels» 12:00 uur (UTC+1) | Robert Gadocha 28' |       | 29' Gerd Müller 64' Gerd Müller 70' Jürgen Grabowski | Stadion Dziesięciolecia, Warschau Toeschouwers: 83.570 Scheidsrechter: Ferdinand Marschall (AUT) |

|                                                                             |                |       |       |                                                                                  |
| 17 november EK 1972 kwalificatie № 367 «onderlinge duels» 15:00 uur (UTC+1) | West-Duitsland | 0 – 0 | Polen | Volksparkstadion, Hamburg Toeschouwers: 60.448 Scheidsrechter: Bill Mullan (SCO) |
| 17 november EK 1972 kwalificatie № 367 «onderlinge duels» 15:00 uur (UTC+1) |                |       |       | Volksparkstadion, Hamburg Toeschouwers: 60.448 Scheidsrechter: Bill Mullan (SCO) |

### 1972
|                                                                       |           |                                  |                |                                                                                    |
| 29 maart Vriendschappelijk № 368 «onderlinge duels» 18:00 uur (UTC+1) | Hongarije | 0 – 2                            | West-Duitsland | Népstadion, Boedapest Toeschouwers: 49.458 Scheidsrechter: Concetto Lo Bello (ITA) |
| 29 maart Vriendschappelijk № 368 «onderlinge duels» 18:00 uur (UTC+1) |           | 70' Paul Breitner 88' Uli Hoeneß |                | Népstadion, Boedapest Toeschouwers: 49.458 Scheidsrechter: Concetto Lo Bello (ITA) |

|                                                                          |                |       |                                                         |                                                                                  |
| 29 april EK 1972 kwalificatie № 369 «onderlinge duels» 19:45 uur (UTC+1) | Engeland       | 1 – 3 | West-Duitsland                                          | Wembley Stadium, Londen Toeschouwers: 96.766 Scheidsrechter: Robert Héliès (FRA) |
| 29 april EK 1972 kwalificatie № 369 «onderlinge duels» 19:45 uur (UTC+1) | Franny Lee 77' |       | 26' Uli Hoeneß 85' (pen.) Günter Netzer 88' Gerd Müller | Wembley Stadium, Londen Toeschouwers: 96.766 Scheidsrechter: Robert Héliès (FRA) |

|                                                                        |                |       |          |                                                                                            |
| 13 mei EK 1972 kwalificatie № 370 «onderlinge duels» 16:00 uur (UTC+1) | West-Duitsland | 0 – 0 | Engeland | Olympiastadion, West-Berlijn Toeschouwers: 76.122 Scheidsrechter: Milivoje Gugulović (YUG) |
| 13 mei EK 1972 kwalificatie № 370 «onderlinge duels» 16:00 uur (UTC+1) |                |       |          | Olympiastadion, West-Berlijn Toeschouwers: 76.122 Scheidsrechter: Milivoje Gugulović (YUG) |

|                                                                     |                                                                 |       |                    |                                                                                    |
| 26 mei Vriendschappelijk № 371 «onderlinge duels» 19:30 uur (UTC+1) | West-Duitsland                                                  | 4 – 1 | Sovjet-Unie        | Olympiastadion, München Toeschouwers: 79.836 Scheidsrechter: Armando Marques (BRA) |
| 26 mei Vriendschappelijk № 371 «onderlinge duels» 19:30 uur (UTC+1) | Gerd Müller 49' Gerd Müller 52' Gerd Müller 58' Gerd Müller 65' |       | 73' Viktor Kolotov | Olympiastadion, München Toeschouwers: 79.836 Scheidsrechter: Armando Marques (BRA) |

| Europees kampioenschap voetbal 1972 |
| ----------------------------------- |

|                                                                         |                   |       |                                 |                                                                                 |
| 14 juni EK 1972 Halve finale № 372 «onderlinge duels» 20:00 uur (UTC+1) | België            | 1 – 2 | West-Duitsland                  | Bosuilstadion, Antwerpen Toeschouwers: 55.669 Scheidsrechter: Bill Mullan (SCO) |
| 14 juni EK 1972 Halve finale № 372 «onderlinge duels» 20:00 uur (UTC+1) | Lon Polleunis 83' |       | 24' Gerd Müller 71' Gerd Müller | Bosuilstadion, Antwerpen Toeschouwers: 55.669 Scheidsrechter: Bill Mullan (SCO) |

|                                                                   |                                                    |       |             |                                                                                       |
| 18 juni EK 1972 Finale № 373 «onderlinge duels» 16:00 uur (UTC+1) | West-Duitsland                                     | 3 – 0 | Sovjet-Unie | Heizelstadion, Brussel Toeschouwers: 43.066 Scheidsrechter: Ferdinand Marschall (AUT) |
| 18 juni EK 1972 Finale № 373 «onderlinge duels» 16:00 uur (UTC+1) | Gerd Müller 27' Herbert Wimmer 51' Gerd Müller 58' |       |             | Heizelstadion, Brussel Toeschouwers: 43.066 Scheidsrechter: Ferdinand Marschall (AUT) |

|  |  |  |  |  |  |  |  |  |

|                                                                          |                                                                                   |       |                  |                                                                                       |
| 15 november Vriendschappelijk № 374 «onderlinge duels» 19:30 uur (UTC+1) | West-Duitsland                                                                    | 5 – 1 | Zwitserland      | Rheinstadion, Düsseldorf Toeschouwers: 70.387 Scheidsrechter: Leo van der Kroft (NED) |
| 15 november Vriendschappelijk № 374 «onderlinge duels» 19:30 uur (UTC+1) | Gerd Müller 23' Gerd Müller 30' Gerd Müller 47' Günter Netzer 51' Gerd Müller 77' |       | 83' Fritz Künzli | Rheinstadion, Düsseldorf Toeschouwers: 70.387 Scheidsrechter: Leo van der Kroft (NED) |

### 1973
|                                                                          |                                      |       |                                                        |                                                                                      |
| 14 februari Vriendschappelijk № 375 «onderlinge duels» 20:00 uur (UTC+1) | West-Duitsland                       | 2 – 3 | Argentinië                                             | Olympiastadion, München Toeschouwers: 55.000 Scheidsrechter: Concetto Lo Bello (ITA) |
| 14 februari Vriendschappelijk № 375 «onderlinge duels» 20:00 uur (UTC+1) | Jupp Heynckes 78' Bernd Cullmann 89' |       | Miguel Ángel Brindisi Norberto Alonso Jose-Luis Ghisso | Olympiastadion, München Toeschouwers: 55.000 Scheidsrechter: Concetto Lo Bello (ITA) |

|                                                                       |                                                          |       |                   |                                                                                 |
| 28 maart Vriendschappelijk № 376 «onderlinge duels» 19:30 uur (UTC+1) | West-Duitsland                                           | 3 – 0 | Tsjecho-Slowakije | Rheinstadion, Düsseldorf Toeschouwers: 70.000 Scheidsrechter: Karl Keller (SUI) |
| 28 maart Vriendschappelijk № 376 «onderlinge duels» 19:30 uur (UTC+1) | Gerd Müller 28' Gerd Müller 63' (pen.) Erwin Kremers 85' |       |                   | Rheinstadion, Düsseldorf Toeschouwers: 70.000 Scheidsrechter: Karl Keller (SUI) |

|                                                                    |                |                          |             |                                                                                |
| 9 mei Vriendschappelijk № 377 «onderlinge duels» 19:30 uur (UTC+1) | West-Duitsland | 0 – 1                    | Joegoslavië | Olympiastadion, München Toeschouwers: 55.000 Scheidsrechter: Josef Bucek (AUT) |
| 9 mei Vriendschappelijk № 377 «onderlinge duels» 19:30 uur (UTC+1) |                | 76' (pen.) Dušan Bajević |             | Olympiastadion, München Toeschouwers: 55.000 Scheidsrechter: Josef Bucek (AUT) |

|                                                                     |                                                                     |       |           |                                                                                   |
| 12 mei Vriendschappelijk № 378 «onderlinge duels» 15:30 uur (UTC+1) | West-Duitsland                                                      | 3 – 0 | Bulgarije | Volksparkstadion, Hamburg Toeschouwers: 45.000 Scheidsrechter: Sven Jonsson (SWE) |
| 12 mei Vriendschappelijk № 378 «onderlinge duels» 15:30 uur (UTC+1) | Franz Beckenbauer 18' Bernd Cullmann 22' Stojan Jordanov 30' (e.d.) |       |           | Volksparkstadion, Hamburg Toeschouwers: 45.000 Scheidsrechter: Sven Jonsson (SWE) |

|                                                                      |                |           |          |                                                                                         |
| 16 juni Vriendschappelijk № 379 «onderlinge duels» 16:00 uur (UTC+1) | West-Duitsland | 0 – 1     | Brazilië | Olympiastadion, West-Berlijn Toeschouwers: 74.244 Scheidsrechter: Arie van Gemert (NED) |
| 16 juni Vriendschappelijk № 379 «onderlinge duels» 16:00 uur (UTC+1) |                | Dirceu II |          | Olympiastadion, West-Berlijn Toeschouwers: 74.244 Scheidsrechter: Arie van Gemert (NED) |

|                                                                          |             |                 |                |                                                                                            |
| 5 september Vriendschappelijk № 380 «onderlinge duels» 19:30 uur (UTC+1) | Sovjet-Unie | 0 – 1           | West-Duitsland | Centraal Leninstadion, Moskou Toeschouwers: 61.647 Scheidsrechter: Nikola Mladenović (YUG) |
| 5 september Vriendschappelijk № 380 «onderlinge duels» 19:30 uur (UTC+1) |             | 62' Gerd Müller |                | Centraal Leninstadion, Moskou Toeschouwers: 61.647 Scheidsrechter: Nikola Mladenović (YUG) |

|                                                                         |                                                                      |       |            |                                                                                         |
| 10 oktober Vriendschappelijk № 381 «onderlinge duels» 19:30 uur (UTC+1) | West-Duitsland                                                       | 4 – 0 | Oostenrijk | Niedersachsenstadion, Hannover Toeschouwers: 50.000 Scheidsrechter: Fred Delcourt (BEL) |
| 10 oktober Vriendschappelijk № 381 «onderlinge duels» 19:30 uur (UTC+1) | Gerd Müller 29' Wolfgang Weber 45' Gerd Müller 50' Erwin Kremers 79' |       |            | Niedersachsenstadion, Hannover Toeschouwers: 50.000 Scheidsrechter: Fred Delcourt (BEL) |

|                                                                         |                                        |       |                   |                                                                                       |
| 13 oktober Vriendschappelijk № 382 «onderlinge duels» 16:00 uur (UTC+1) | West-Duitsland                         | 2 – 1 | Frankrijk         | Parkstadion, Gelsenkirchen Toeschouwers: 70.200 Scheidsrechter: Rudolf Scheurer (SUI) |
| 13 oktober Vriendschappelijk № 382 «onderlinge duels» 16:00 uur (UTC+1) | Gerd Müller 55' Gerd Müller 59' (pen.) |       | 82' Marius Trésor | Parkstadion, Gelsenkirchen Toeschouwers: 70.200 Scheidsrechter: Rudolf Scheurer (SUI) |

| |               |       |                |                                                                              |
| 14 november Vriendschappelijk SFA 100-jarige jubileumwedstrijd № 383 «onderlinge duels» 20:00 uur (UTC) | Schotland     | 1 – 1 | West-Duitsland | Hampden Park, Glasgow Toeschouwers: 58.235 Scheidsrechter: Jack Taylor (ENG) |
| 14 november Vriendschappelijk SFA 100-jarige jubileumwedstrijd № 383 «onderlinge duels» 20:00 uur (UTC) | Jim Holton 5' |       | 81' Uli Hoeneß | Hampden Park, Glasgow Toeschouwers: 58.235 Scheidsrechter: Jack Taylor (ENG) |

|                                                                          |                                     |       |                    |                                                                                        |
| 24 november Vriendschappelijk № 384 «onderlinge duels» 15:30 uur (UTC+1) | West-Duitsland                      | 2 – 1 | Spanje             | Neckarstadion, Stuttgart Toeschouwers: 70.000 Scheidsrechter: Alistair MacKenzie (SCO) |
| 24 november Vriendschappelijk № 384 «onderlinge duels» 15:30 uur (UTC+1) | Jupp Heynckes 13' Jupp Heynckes 37' |       | 53' José Claramunt | Neckarstadion, Stuttgart Toeschouwers: 70.000 Scheidsrechter: Alistair MacKenzie (SCO) |

### 1974
|                                                                          |                |       |        |                                                                           |
| 23 februari Vriendschappelijk № 385 «onderlinge duels» 20:30 uur (UTC+1) | West-Duitsland | 1 – 0 | Spanje | Sarrià, Barcelona Toeschouwers: 17.000 Scheidsrechter: Michal Jursa (TCH) |
| 23 februari Vriendschappelijk № 385 «onderlinge duels» 20:30 uur (UTC+1) | Asensi 20'     |       |        | Sarrià, Barcelona Toeschouwers: 17.000 Scheidsrechter: Michal Jursa (TCH) |

|                                                                          |        |       |                |                                                                                  |
| 26 februari Vriendschappelijk № 386 «onderlinge duels» 15:00 uur (UTC+1) | Italië | 0 – 0 | West-Duitsland | Olympisch Stadion, Rome Toeschouwers: 65.251 Scheidsrechter: Anton Bucheli (SUI) |
| 26 februari Vriendschappelijk № 386 «onderlinge duels» 15:00 uur (UTC+1) |        |       |                | Olympisch Stadion, Rome Toeschouwers: 65.251 Scheidsrechter: Anton Bucheli (SUI) |

|                                                                       |                                               |       |                    |                                                                                         |
| 27 maart Vriendschappelijk № 387 «onderlinge duels» 19:30 uur (UTC+1) | West-Duitsland                                | 2 – 1 | Schotland          | Waldstadion, Frankfurt am Main Toeschouwers: 61.992 Scheidsrechter: Paul Schiller (AUT) |
| 27 maart Vriendschappelijk № 387 «onderlinge duels» 19:30 uur (UTC+1) | Paul Breitner 33' (pen.) Jürgen Grabowski 35' |       | 78' Kenny Dalglish | Waldstadion, Frankfurt am Main Toeschouwers: 61.992 Scheidsrechter: Paul Schiller (AUT) |

|                                                                       |                                                                                           |       |           |                                                                                     |
| 17 april Vriendschappelijk № 388 «onderlinge duels» 19:30 uur (UTC+1) | West-Duitsland                                                                            | 5 – 0 | Hongarije | Westfalenstadion, Dortmund Toeschouwers: 54.000 Scheidsrechter: Robert Schaut (BEL) |
| 17 april Vriendschappelijk № 388 «onderlinge duels» 19:30 uur (UTC+1) | Herbert Wimmer 11' Bernd Hölzenbein 54' Erwin Kremers 67' Gerd Müller 74' Gerd Müller 87' |       |           | Westfalenstadion, Dortmund Toeschouwers: 54.000 Scheidsrechter: Robert Schaut (BEL) |

|                                                                    |                                     |       |        |                                                                                        |
| 1 mei Vriendschappelijk № 389 «onderlinge duels» 16:00 uur (UTC+1) | West-Duitsland                      | 2 – 0 | Zweden | Volksparkstadion, Hamburg Toeschouwers: 52.000 Scheidsrechter: Michel Kitabdjian (FRA) |
| 1 mei Vriendschappelijk № 389 «onderlinge duels» 16:00 uur (UTC+1) | Jupp Heynckes 51' Jupp Heynckes 58' |       |        | Volksparkstadion, Hamburg Toeschouwers: 52.000 Scheidsrechter: Michel Kitabdjian (FRA) |

| Wereldkampioenschap voetbal 1974 |
| -------------------------------- |

|                                                                    |                   |       |       |                                                                                       |
| 14 juni WK 1974 Groep 1 № 390 «onderlinge duels» 16:00 uur (UTC+1) | West-Duitsland    | 1 – 0 | Chili | Olympiastadion, West-Berlijn Toeschouwers: 81.100 Scheidsrechter: Doğan Babacan (TUR) |
| 14 juni WK 1974 Groep 1 № 390 «onderlinge duels» 16:00 uur (UTC+1) | Paul Breitner 18' |       |       | Olympiastadion, West-Berlijn Toeschouwers: 81.100 Scheidsrechter: Doğan Babacan (TUR) |

|                                                                    |           |                                                            |                |                                                                                    |
| 18 juni WK 1974 Groep 1 № 391 «onderlinge duels» 16:00 uur (UTC+1) | Australië | 0 – 3                                                      | West-Duitsland | Volksparkstadion, Hamburg Toeschouwers: 53.300 Scheidsrechter: Mustafa Kamel (EGY) |
| 18 juni WK 1974 Groep 1 № 391 «onderlinge duels» 16:00 uur (UTC+1) |           | 12' Wolfgang Overath 34' Bernhard Cullmann 53' Gerd Müller |                | Volksparkstadion, Hamburg Toeschouwers: 53.300 Scheidsrechter: Mustafa Kamel (EGY) |

|                                                                    |                       |       |                |                                                                                    |
| 22 juni WK 1974 Groep 1 № 392 «onderlinge duels» 19:30 uur (UTC+1) | DDR                   | 1 – 0 | West-Duitsland | Volksparkstadion, Hamburg Toeschouwers: 60.200 Scheidsrechter: Ramón Barreto (URU) |
| 22 juni WK 1974 Groep 1 № 392 «onderlinge duels» 19:30 uur (UTC+1) | Jürgen Sparwasser 78' |       |                | Volksparkstadion, Hamburg Toeschouwers: 60.200 Scheidsrechter: Ramón Barreto (URU) |

|                                                                    |                                   |       |             |                                                                                     |
| 26 juni WK 1974 Groep B № 393 «onderlinge duels» 16:00 uur (UTC+1) | West-Duitsland                    | 2 – 0 | Joegoslavië | Rheinstadion, Düsseldorf Toeschouwers: 67.385 Scheidsrechter: Armando Marques (BRA) |
| 26 juni WK 1974 Groep B № 393 «onderlinge duels» 16:00 uur (UTC+1) | Paul Breitner 39' Gerd Müller 80' |       |             | Rheinstadion, Düsseldorf Toeschouwers: 67.385 Scheidsrechter: Armando Marques (BRA) |

|                                                                    |                                                                            |       |                                      |                                                                                   |
| 30 juni WK 1974 Groep B № 394 «onderlinge duels» 19:30 uur (UTC+1) | West-Duitsland                                                             | 4 – 2 | Zweden                               | Rheinstadion, Düsseldorf Toeschouwers: 67.800 Scheidsrechter: Pavel Kazakov (URS) |
| 30 juni WK 1974 Groep B № 394 «onderlinge duels» 19:30 uur (UTC+1) | Wolfgang Overath 51' Rainer Bonhof 52' Jürgen Grabowski 77' Uli Hoeneß 89' |       | 24' Ralf Edström 53' Roland Sandberg | Rheinstadion, Düsseldorf Toeschouwers: 67.800 Scheidsrechter: Pavel Kazakov (URS) |

|                                                                   |       |                 |                |                                                                                          |
| 3 juli WK 1974 Groep B № 395 «onderlinge duels» 16:30 uur (UTC+1) | Polen | 0 – 1           | West-Duitsland | Waldstadion, Frankfurt am Main Toeschouwers: 62.000 Scheidsrechter: Erich Linemayr (AUT) |
| 3 juli WK 1974 Groep B № 395 «onderlinge duels» 16:30 uur (UTC+1) |       | 76' Gerd Müller |                | Waldstadion, Frankfurt am Main Toeschouwers: 62.000 Scheidsrechter: Erich Linemayr (AUT) |

|                                                                  |                                          |       |                          |                                                                                |
| 7 juli WK 1974 Finale № 396 «onderlinge duels» 16:00 uur (UTC+1) | West-Duitsland                           | 2 – 1 | Nederland                | Olympiastadion, München Toeschouwers: 77.833 Scheidsrechter: Jack Taylor (ENG) |
| 7 juli WK 1974 Finale № 396 «onderlinge duels» 16:00 uur (UTC+1) | Paul Breitner 25' (pen.) Gerd Müller 43' |       | 2' (pen.) Johan Neeskens | Olympiastadion, München Toeschouwers: 77.833 Scheidsrechter: Jack Taylor (ENG) |

|  |  |  |  |  |  |  |  |  |

|                                                                          |                 |       |                                   |                                                                                |
| 4 september Vriendschappelijk № 397 «onderlinge duels» 20:00 uur (UTC+1) | Zwitserland     | 1 – 2 | West-Duitsland                    | St. Jakob-Park, Bazel Toeschouwers: 48.000 Scheidsrechter: Paul Schiller (AUT) |
| 4 september Vriendschappelijk № 397 «onderlinge duels» 20:00 uur (UTC+1) | Kudi Müller 23' |       | 6' Bernd Cullmann 27' Reiner Geye | St. Jakob-Park, Bazel Toeschouwers: 48.000 Scheidsrechter: Paul Schiller (AUT) |

|                                                                             |                                              |       |                                       |                                                                                                |
| 20 november EK 1976 kwalificatie № 398 «onderlinge duels» 16:00 uur (UTC+2) | Griekenland                                  | 2 – 2 | West-Duitsland                        | Georgios Karaiskákisstadion, Piraeus Toeschouwers: 11.425 Scheidsrechter: Nicolae Rainea (ROU) |
| 20 november EK 1976 kwalificatie № 398 «onderlinge duels» 16:00 uur (UTC+2) | Giorgos Delikaris 6' Kostas Eleftherakis 70' |       | 51' Bernd Cullmann 82' Herbert Wimmer | Georgios Karaiskákisstadion, Piraeus Toeschouwers: 11.425 Scheidsrechter: Nicolae Rainea (ROU) |

|                                                                             |       |                    |                |                                                                                  |
| 22 december EK 1976 kwalificatie № 399 «onderlinge duels» 14:30 uur (UTC+1) | Malta | 0 – 1              | West-Duitsland | Empire Stadion, Gżira Toeschouwers: 12.535 Scheidsrechter: Gyula Emsberger (HUN) |
| 22 december EK 1976 kwalificatie № 399 «onderlinge duels» 14:30 uur (UTC+1) |       | 44' Bernd Cullmann |                | Empire Stadion, Gżira Toeschouwers: 12.535 Scheidsrechter: Gyula Emsberger (HUN) |

### 1975
|                                                                     |                                      |       |                |                                                                                   |
| 12 maart Vriendschappelijk № 400 «onderlinge duels» 19:45 uur (UTC) | Engeland                             | 2 – 0 | West-Duitsland | Wembley Stadium, Londen Toeschouwers: 100.000 Scheidsrechter: Robert Schaut (BEL) |
| 12 maart Vriendschappelijk № 400 «onderlinge duels» 19:45 uur (UTC) | Colin Bell 25' Malcolm Macdonald 66' |       |                | Wembley Stadium, Londen Toeschouwers: 100.000 Scheidsrechter: Robert Schaut (BEL) |

|                                                                          |                         |       |                             |                                                                                              |
| 27 april EK 1976 kwalificatie № 401 «onderlinge duels» 18:00 uur (UTC+2) | Bulgarije               | 1 – 1 | West-Duitsland              | Vasil Levski Nationaal Stadion, Sofia Toeschouwers: 47.200 Scheidsrechter: Jean Dubach (SUI) |
| 27 april EK 1976 kwalificatie № 401 «onderlinge duels» 18:00 uur (UTC+2) | Bozhil Kolev 73' (pen.) |       | 76' (pen.) Manfred Ritschel | Vasil Levski Nationaal Stadion, Sofia Toeschouwers: 47.200 Scheidsrechter: Jean Dubach (SUI) |

|                                                                     |                   |       |                     |                                                                                               |
| 17 mei Vriendschappelijk № 402 «onderlinge duels» 16:00 uur (UTC+1) | West-Duitsland    | 1 – 1 | Nederland           | Waldstadion, Frankfurt am Main Toeschouwers: 53.000 Scheidsrechter: Walter Hungerbühler (SUI) |
| 17 mei Vriendschappelijk № 402 «onderlinge duels» 16:00 uur (UTC+1) | Herbert Wimmer 8' |       | 56' Wim van Hanegem | Waldstadion, Frankfurt am Main Toeschouwers: 53.000 Scheidsrechter: Walter Hungerbühler (SUI) |

|                                                                          |            |                               |                |                                                                                 |
| 3 september Vriendschappelijk № 403 «onderlinge duels» 19:00 uur (UTC+1) | Oostenrijk | 0 – 2                         | West-Duitsland | Prater-Stadion, Wenen Toeschouwers: 72.131 Scheidsrechter: Károly Palotai (HUN) |
| 3 september Vriendschappelijk № 403 «onderlinge duels» 19:00 uur (UTC+1) |            | 50' Erich Beer 79' Erich Beer |                | Prater-Stadion, Wenen Toeschouwers: 72.131 Scheidsrechter: Károly Palotai (HUN) |

|                                                                            |                   |       |                       |                                                                                  |
| 11 oktober EK 1976 kwalificatie № 404 «onderlinge duels» 15:30 uur (UTC+1) | West-Duitsland    | 1 – 1 | Griekenland           | Rheinstadion, Düsseldorf Toeschouwers: 61.252 Scheidsrechter: Clive Thomas (WAL) |
| 11 oktober EK 1976 kwalificatie № 404 «onderlinge duels» 15:30 uur (UTC+1) | Jupp Heynckes 68' |       | 78' Giorgos Delikaris | Rheinstadion, Düsseldorf Toeschouwers: 61.252 Scheidsrechter: Clive Thomas (WAL) |

|                                                                             |                   |       |           |                                                                                   |
| 19 november EK 1976 kwalificatie № 405 «onderlinge duels» 15:00 uur (UTC+1) | West-Duitsland    | 1 – 1 | Bulgarije | MHPArena, Stuttgart Toeschouwers: 68.819 Scheidsrechter: Alistair MacKenzie (SCO) |
| 19 november EK 1976 kwalificatie № 405 «onderlinge duels» 15:00 uur (UTC+1) | Jupp Heynckes 65' |       |           | MHPArena, Stuttgart Toeschouwers: 68.819 Scheidsrechter: Alistair MacKenzie (SCO) |

|                                                                          |         |                                                                                    |                |                                                                                          |
| 20 december Vriendschappelijk № 406 «onderlinge duels» 14:30 uur (UTC+2) | Turkije | 0 – 5                                                                              | West-Duitsland | BJK Inönüstadion, Istanbul Toeschouwers: 19.901 Scheidsrechter: Alberto Michelotti (ITA) |
| 20 december Vriendschappelijk № 406 «onderlinge duels» 14:30 uur (UTC+2) |         | 18' Jupp Heynckes 25' Erich Beer 57' Ronnie Worm 65' Ronnie Worm 77' Jupp Heynckes |                | BJK Inönüstadion, Istanbul Toeschouwers: 19.901 Scheidsrechter: Alberto Michelotti (ITA) |

### 1976
|                                                                             | |       |       |                                                                                     |
| 28 februari EK 1976 kwalificatie № 407 «onderlinge duels» 15:30 uur (UTC+1) | West-Duitsland | 8 – 0 | Malta | Westfalenstadion, Dortmund Toeschouwers: 53.738 Scheidsrechter: Marian Kustoń (POL) |
| 28 februari EK 1976 kwalificatie № 407 «onderlinge duels» 15:30 uur (UTC+1) | Ronnie Worm 5' Ronnie Worm 27' Jupp Heynckes 34' Erich Beer 41' (pen.) Jupp Heynckes 58' Erich Beer 77' Berti Vogts 82' Bernd Hölzenbein 87' |       |       | Westfalenstadion, Dortmund Toeschouwers: 53.738 Scheidsrechter: Marian Kustoń (POL) |

|                                                                          |                |       |                |                                                                                         |
| 24 april EK 1976 kwalificatie № 408 «onderlinge duels» 21:00 uur (UTC+2) | Spanje         | 1 – 1 | West-Duitsland | Estadio Vicente Calderón, Madrid Toeschouwers: 51.771 Scheidsrechter: Jack Taylor (ENG) |
| 24 april EK 1976 kwalificatie № 408 «onderlinge duels» 21:00 uur (UTC+2) | Santillana 21' |       | 60' Erich Beer | Estadio Vicente Calderón, Madrid Toeschouwers: 51.771 Scheidsrechter: Jack Taylor (ENG) |

|                                                                        |                                     |       |        |                                                                                 |
| 22 mei EK 1976 kwalificatie № 409 «onderlinge duels» 16:00 uur (UTC+1) | West-Duitsland                      | 2 – 0 | Spanje | Olympiastadion, München Toeschouwers: 77.637 Scheidsrechter: Robert Wurtz (FRA) |
| 22 mei EK 1976 kwalificatie № 409 «onderlinge duels» 16:00 uur (UTC+1) | Uli Hoeneß 17' Klaus Toppmöller 43' |       |        | Olympiastadion, München Toeschouwers: 77.637 Scheidsrechter: Robert Wurtz (FRA) |

| Europees kampioenschap voetbal 1976 |
| ----------------------------------- |

|                                                                         |                                       |              |                                                                         |                                                                                     |
| 17 juni EK 1976 Halve finale № 410 «onderlinge duels» 20:15 uur (UTC+1) | Joegoslavië                           | 2 – 4 (n.v.) | West-Duitsland                                                          | Rode Sterstadion, Belgrado Toeschouwers: 50.562 Scheidsrechter: Fred Delcourt (BEL) |
| 17 juni EK 1976 Halve finale № 410 «onderlinge duels» 20:15 uur (UTC+1) | Danilo Popivoda 20' Dragan Džajić 32' |              | 65' Heinz Flohe 80' Dieter Müller 115' Dieter Müller 119' Dieter Müller | Rode Sterstadion, Belgrado Toeschouwers: 50.562 Scheidsrechter: Fred Delcourt (BEL) |

|                                                                   |                                      |              |                                        |                                                                                      |
| 20 juni EK 1976 Finale № 411 «onderlinge duels» 20:15 uur (UTC+1) | Tsjecho-Slowakije                    | 2 – 2 (n.v.) | West-Duitsland                         | Rode Sterstadion, Belgrado Toeschouwers: 30.790 Scheidsrechter: Sergio Gonella (ITA) |
| 20 juni EK 1976 Finale № 411 «onderlinge duels» 20:15 uur (UTC+1) | Ján Švehlík 8' Karol Dobiaš 25'      |              | 28' Dieter Müller 89' Bernd Hölzenbein | Rode Sterstadion, Belgrado Toeschouwers: 30.790 Scheidsrechter: Sergio Gonella (ITA) |
| 20 juni EK 1976 Finale № 411 «onderlinge duels» 20:15 uur (UTC+1) | Strafschoppen                        |              |                                        | Rode Sterstadion, Belgrado Toeschouwers: 30.790 Scheidsrechter: Sergio Gonella (ITA) |
| 20 juni EK 1976 Finale № 411 «onderlinge duels» 20:15 uur (UTC+1) | Masný Nehoda Ondruš Jurkemik Panenka | 5 – 3        | Bonhof Flohe Bongartz Hoeneß           | Rode Sterstadion, Belgrado Toeschouwers: 30.790 Scheidsrechter: Sergio Gonella (ITA) |

|  |  |  |  |  |  |  |  |  |

|                                                                        |       |                                         |                |                                                                                |
| 6 oktober Vriendschappelijk № 412 «onderlinge duels» 19:30 uur (UTC+1) | Wales | 0 – 2                                   | West-Duitsland | Ninian Park, Cardiff Toeschouwers: 14.029 Scheidsrechter: Bob Matthewson (ENG) |
| 6 oktober Vriendschappelijk № 412 «onderlinge duels» 19:30 uur (UTC+1) |       | 34' Franz Beckenbauer 73' Jupp Heynckes |                | Ninian Park, Cardiff Toeschouwers: 14.029 Scheidsrechter: Bob Matthewson (ENG) |

|                                                                          |                                |       |                   |                                                                                       |
| 17 november Vriendschappelijk № 413 «onderlinge duels» 15:30 uur (UTC+1) | West-Duitsland                 | 2 – 0 | Tsjecho-Slowakije | Niedersachsenstadion, Hannover Toeschouwers: 60.412 Scheidsrechter: Jean Dubach (SUI) |
| 17 november Vriendschappelijk № 413 «onderlinge duels» 15:30 uur (UTC+1) | Heinz Flohe 17' Erich Beer 34' |       |                   | Niedersachsenstadion, Hannover Toeschouwers: 60.412 Scheidsrechter: Jean Dubach (SUI) |

### 1977
|                                                                          |                    |       |                |                                                                                          |
| 23 februari Vriendschappelijk № 414 «onderlinge duels» 20:30 uur (UTC+1) | Frankrijk          | 1 – 0 | West-Duitsland | Parc des Princes, Parijs Toeschouwers: 43.703 Scheidsrechter: Pablo Sánchez Ibáñez (ESP) |
| 23 februari Vriendschappelijk № 414 «onderlinge duels» 20:30 uur (UTC+1) | Olivier Rouyer 52' |       |                | Parc des Princes, Parijs Toeschouwers: 43.703 Scheidsrechter: Pablo Sánchez Ibáñez (ESP) |

|                                                                       |                                                                                                |       |               |                                                                                         |
| 27 april Vriendschappelijk № 415 «onderlinge duels» 20:00 uur (UTC+1) | West-Duitsland                                                                                 | 5 – 0 | Noord-Ierland | Müngersdorfer Stadion, Keulen Toeschouwers: 58.000 Scheidsrechter: Károly Palotai (HUN) |
| 27 april Vriendschappelijk № 415 «onderlinge duels» 20:00 uur (UTC+1) | Rainer Bonhof 55' (pen.) Klaus Fischer 58' Dieter Müller 65' Klaus Fischer 84' Heinz Flohe 90' |       |               | Müngersdorfer Stadion, Keulen Toeschouwers: 58.000 Scheidsrechter: Károly Palotai (HUN) |

|                                                                       |                   |       |                                            |                                                                                     |
| 30 april Vriendschappelijk № 416 «onderlinge duels» 17:30 uur (UTC+1) | Joegoslavië       | 1 – 2 | West-Duitsland                             | Rode Sterstadion, Belgrado Toeschouwers: 16.839 Scheidsrechter: Doğan Babacan (TUR) |
| 30 april Vriendschappelijk № 416 «onderlinge duels» 17:30 uur (UTC+1) | Dušan Bajević 60' |       | 12' Dieter Müller 73' (pen.) Rainer Bonhof | Rode Sterstadion, Belgrado Toeschouwers: 16.839 Scheidsrechter: Doğan Babacan (TUR) |

|                                                                     |                   |       |                                                         |                                                                                      |
| 5 juni Vriendschappelijk № 417 «onderlinge duels» 15:00 uur (UTC−3) | Argentinië        | 1 – 3 | West-Duitsland                                          | La Bombonera, Buenos Aires Toeschouwers: 63.000 Scheidsrechter: Arnaldo Coelho (BRA) |
| 5 juni Vriendschappelijk № 417 «onderlinge duels» 15:00 uur (UTC−3) | Daniel Passarella |       | 8' Klaus Fischer 61' Klaus Fischer 70' Bernd Hölzenbein | La Bombonera, Buenos Aires Toeschouwers: 63.000 Scheidsrechter: Arnaldo Coelho (BRA) |

|                                                                     |         |                                   |                |                                                                                          |
| 8 juni Vriendschappelijk № 418 «onderlinge duels» 20:00 uur (UTC−3) | Uruguay | 0 – 2                             | West-Duitsland | Estadio Centenario, Montevideo Toeschouwers: 54.161 Scheidsrechter: Ángel Coerezza (ARG) |
| 8 juni Vriendschappelijk № 418 «onderlinge duels» 20:00 uur (UTC−3) |         | 41' Heinz Flohe 90' Dieter Müller |                | Estadio Centenario, Montevideo Toeschouwers: 54.161 Scheidsrechter: Ángel Coerezza (ARG) |

|                                                                      |                   |       |                   |                                                                                    |
| 12 juni Vriendschappelijk № 419 «onderlinge duels» 17:00 uur (UTC−3) | Brazilië          | 1 – 1 | West-Duitsland    | Maracanã, Rio de Janero Toeschouwers: 106.066 Scheidsrechter: Luis Pestarino (ARG) |
| 12 juni Vriendschappelijk № 419 «onderlinge duels» 17:00 uur (UTC−3) | Roberto Rivellino |       | 54' Klaus Fischer | Maracanã, Rio de Janero Toeschouwers: 106.066 Scheidsrechter: Luis Pestarino (ARG) |

|                                                                      |                                           |       |                                     |                                                                                       |
| 14 juni Vriendschappelijk № 420 «onderlinge duels» 20:30 uur (UTC−6) | Mexico                                    | 2 – 2 | West-Duitsland                      | Aztekenstadion, Mexico-Stad Toeschouwers: 80.000 Scheidsrechter: Marco Dorantes (MEX) |
| 14 juni Vriendschappelijk № 420 «onderlinge duels» 20:30 uur (UTC−6) | Raul Isiordia 18' Antonio de la Torre 42' |       | 52' Klaus Fischer 65' Klaus Fischer | Aztekenstadion, Mexico-Stad Toeschouwers: 80.000 Scheidsrechter: Marco Dorantes (MEX) |

|                                                                      |         |                   |                |                                                                                       |
| 7 september Vriendschappelijk № 421 «onderlinge duels» 19:00 (UTC+2) | Finland | 0 – 1             | West-Duitsland | Olympisch Stadion, Helsinki Toeschouwers: 14.324 Scheidsrechter: Viktor Zharkov (URS) |
| 7 september Vriendschappelijk № 421 «onderlinge duels» 19:00 (UTC+2) |         | 43' Klaus Fischer |                | Olympisch Stadion, Helsinki Toeschouwers: 14.324 Scheidsrechter: Viktor Zharkov (URS) |

|                                                                        |                                             |       |                         |                                                                                      |
| 8 oktober Vriendschappelijk № 422 «onderlinge duels» 15:30 uur (UTC+1) | West-Duitsland                              | 2 – 1 | Italië                  | Olympiastadion, West-Berlijn Toeschouwers: 74.000 Scheidsrechter: Francis Rion (BEL) |
| 8 oktober Vriendschappelijk № 422 «onderlinge duels» 15:30 uur (UTC+1) | Manfred Kaltz 32' Karl-Heinz Rummenigge 58' |       | 75' Giancarlo Antognoni | Olympiastadion, West-Berlijn Toeschouwers: 74.000 Scheidsrechter: Francis Rion (BEL) |

|                                                                          |                                                                            |       |                 |                                                                                    |
| 16 november Vriendschappelijk № 423 «onderlinge duels» 16:00 uur (UTC+1) | West-Duitsland                                                             | 4 – 1 | Zwitserland     | Neckarstadion, Stuttgart Toeschouwers: 58.000 Scheidsrechter: Sergio Gonella (ITA) |
| 16 november Vriendschappelijk № 423 «onderlinge duels» 16:00 uur (UTC+1) | André Meyer 13' (e.d.) Heinz Flohe 16' Klaus Fischer 25' Klaus Fischer 60' |       | 45' André Meyer | Neckarstadion, Stuttgart Toeschouwers: 58.000 Scheidsrechter: Sergio Gonella (ITA) |

|                                                                          |                   |       |                 |                                                                                      |
| 14 december Vriendschappelijk № 424 «onderlinge duels» 20:00 uur (UTC+1) | West-Duitsland    | 1 – 1 | Wales           | Westfalenstadion, Dortmund Toeschouwers: 53.800 Scheidsrechter: Charles Corver (NED) |
| 14 december Vriendschappelijk № 424 «onderlinge duels» 20:00 uur (UTC+1) | Klaus Fischer 46' |       | 78' David Jones | Westfalenstadion, Dortmund Toeschouwers: 53.800 Scheidsrechter: Charles Corver (NED) |

### 1978
|                                                                          |                                   |       |                    |                                                                                 |
| 22 februari Vriendschappelijk № 425 «onderlinge duels» 20:15 uur (UTC+1) | West-Duitsland                    | 2 – 1 | Engeland           | Olympiastadion, München Toeschouwers: 77.850 Scheidsrechter: Franz Wöhrer (AUT) |
| 22 februari Vriendschappelijk № 425 «onderlinge duels» 20:15 uur (UTC+1) | Ronnie Worm 79' Rainer Bonhof 86' |       | 41' Stuart Pearson | Olympiastadion, München Toeschouwers: 77.850 Scheidsrechter: Franz Wöhrer (AUT) |

|                                                                      |                   |       |             |                                                                                       |
| 8 maart Vriendschappelijk № 426 «onderlinge duels» 20:00 uur (UTC+1) | West-Duitsland    | 1 – 0 | Sovjet-Unie | Waldstadion, Frankfurt am Main Toeschouwers: 53.104 Scheidsrechter: John Gordon (SCO) |
| 8 maart Vriendschappelijk № 426 «onderlinge duels» 20:00 uur (UTC+1) | Rolf Rüssmann 47' |       |             | Waldstadion, Frankfurt am Main Toeschouwers: 53.104 Scheidsrechter: John Gordon (SCO) |

|                                                                      |                |                                |          |                                                                                     |
| 5 april Vriendschappelijk № 427 «onderlinge duels» 20:15 uur (UTC+1) | West-Duitsland | 0 – 1                          | Brazilië | Volksparkstadion, Hamburg Toeschouwers: 61.000 Scheidsrechter: Károly Palotai (HUN) |
| 5 april Vriendschappelijk № 427 «onderlinge duels» 20:15 uur (UTC+1) |                | Joao Batista de Oliveira Nunes |          | Volksparkstadion, Hamburg Toeschouwers: 61.000 Scheidsrechter: Károly Palotai (HUN) |

|                                                                       |                                                                  |       |                   |                                                                            |
| 19 april Vriendschappelijk № 428 «onderlinge duels» 19:00 uur (UTC+1) | Zweden                                                           | 3 – 1 | West-Duitsland    | Råsundastadion, Solna Toeschouwers: 27.355 Scheidsrechter: Ken Burns (ENG) |
| 19 april Vriendschappelijk № 428 «onderlinge duels» 19:00 uur (UTC+1) | Rolf Rüssmann 26' (e.d.) Lennart Larsson 51' Lennart Larsson 75' |       | 23' Rainer Bonhof | Råsundastadion, Solna Toeschouwers: 27.355 Scheidsrechter: Ken Burns (ENG) |

| Wereldkampioenschap voetbal 1978 |
| -------------------------------- |

|                                                                   |                |       |       |                                                                                            |
| 1 juni WK 1978 Groep 2 № 429 «onderlinge duels» 15:00 uur (UTC−3) | West-Duitsland | 0 – 0 | Polen | Estadio Monumental, Buenos Aires Toeschouwers: 67.579 Scheidsrechter: Ángel Coerezza (ARG) |
| 1 juni WK 1978 Groep 2 № 429 «onderlinge duels» 15:00 uur (UTC−3) |                |       |       | Estadio Monumental, Buenos Aires Toeschouwers: 67.579 Scheidsrechter: Ángel Coerezza (ARG) |

|                                                                   | |       |        |                                                                                   |
| 6 juni WK 1978 Groep 2 № 430 «onderlinge duels» 16:45 uur (UTC−3) | West-Duitsland | 6 – 0 | Mexico | Chateau Carreras, Córdoba Toeschouwers: 35.258 Scheidsrechter: Farouk Bouzo (SYR) |
| 6 juni WK 1978 Groep 2 № 430 «onderlinge duels» 16:45 uur (UTC−3) | Dieter Müller 15' Hansi Müller 30' Karl-Heinz Rummenigge 38' Heinz Flohe 44' Karl-Heinz Rummenigge 73' Heinz Flohe 89' |       |        | Chateau Carreras, Córdoba Toeschouwers: 35.258 Scheidsrechter: Farouk Bouzo (SYR) |

|                                                                    |                |       |         |                                                                                   |
| 10 juni WK 1978 Groep 2 № 431 «onderlinge duels» 16:45 uur (UTC−3) | West-Duitsland | 0 – 0 | Tunesië | Chateau Carreras, Córdoba Toeschouwers: 30.667 Scheidsrechter: César Orosco (PER) |
| 10 juni WK 1978 Groep 2 № 431 «onderlinge duels» 16:45 uur (UTC−3) |                |       |         | Chateau Carreras, Córdoba Toeschouwers: 30.667 Scheidsrechter: César Orosco (PER) |

|                                                                    |        |       |                |                                                                                              |
| 14 juni WK 1978 Groep A № 432 «onderlinge duels» 13:45 uur (UTC−3) | Italië | 0 – 0 | West-Duitsland | Estadio Monumental, Buenos Aires Toeschouwers: 67.547 Scheidsrechter: Dušan Maksimović (YUG) |
| 14 juni WK 1978 Groep A № 432 «onderlinge duels» 13:45 uur (UTC−3) |        |       |                | Estadio Monumental, Buenos Aires Toeschouwers: 67.547 Scheidsrechter: Dušan Maksimović (YUG) |

|                                                                    |                                        |       |                                       |                                                                                    |
| 18 juni WK 1978 Groep A № 433 «onderlinge duels» 16:45 uur (UTC−3) | West-Duitsland                         | 2 – 2 | Nederland                             | Chateau Carreras, Córdoba Toeschouwers: 40.750 Scheidsrechter: Ramón Barreto (URU) |
| 18 juni WK 1978 Groep A № 433 «onderlinge duels» 16:45 uur (UTC−3) | Rüdiger Abramczik 3' Dieter Müller 70' |       | 27' Arie Haan 82' René van de Kerkhof | Chateau Carreras, Córdoba Toeschouwers: 40.750 Scheidsrechter: Ramón Barreto (URU) |

|                                                                    |                                                        |       |                                                |                                                                                    |
| 21 juni WK 1978 Groep A № 434 «onderlinge duels» 13:45 uur (UTC−3) | Oostenrijk                                             | 3 – 2 | West-Duitsland                                 | Chateau Carreras, Córdoba Toeschouwers: 38.318 Scheidsrechter: Abraham Klein (ISR) |
| 21 juni WK 1978 Groep A № 434 «onderlinge duels» 13:45 uur (UTC−3) | Berti Vogts 59' (e.d.) Hans Krankl 66' Hans Krankl 87' |       | 19' Karl-Heinz Rummenigge 67' Bernd Hölzenbein | Chateau Carreras, Córdoba Toeschouwers: 38.318 Scheidsrechter: Abraham Klein (ISR) |

|  |  |  |  |  |  |  |  |  |

|                                                                         |                                                                         |       |                                                                                  |                                                                                        |
| 11 oktober Vriendschappelijk № 435 «onderlinge duels» 17:00 uur (UTC+1) | Tsjecho-Slowakije                                                       | 3 – 4 | West-Duitsland                                                                   | Stadion Evžena Rošického, Praag Toeschouwers: 30.000 Scheidsrechter: André Daina (SUI) |
| 11 oktober Vriendschappelijk № 435 «onderlinge duels» 17:00 uur (UTC+1) | František Štambachr 15' Marián Masný 52' (pen.) František Štambachr 60' |       | 8' Rüdiger Abramczik 11' Rainer Bonhof 35' Hansi Müller 38' (pen.) Rainer Bonhof | Stadion Evžena Rošického, Praag Toeschouwers: 30.000 Scheidsrechter: André Daina (SUI) |

|                                                                          |                |       |           |                                                                                        |
| 15 november Vriendschappelijk № 436 «onderlinge duels» 20:00 uur (UTC+1) | West-Duitsland | 0 – 0 | Hongarije | Waldstadion, Frankfurt am Main Toeschouwers: 40.000 Scheidsrechter: Robert Wurtz (FRA) |
| 15 november Vriendschappelijk № 436 «onderlinge duels» 20:00 uur (UTC+1) |                |       |           | Waldstadion, Frankfurt am Main Toeschouwers: 40.000 Scheidsrechter: Robert Wurtz (FRA) |

|                                                                          |                                                               |       |                    |                                                                                    |
| 20 december Vriendschappelijk № 437 «onderlinge duels» 20:15 uur (UTC+1) | West-Duitsland                                                | 3 – 1 | Nederland          | Rheinstadion, Düsseldorf Toeschouwers: 68.000 Scheidsrechter: Károly Palotai (HUN) |
| 20 december Vriendschappelijk № 437 «onderlinge duels» 20:15 uur (UTC+1) | Karl-Heinz Rummenigge 32' Klaus Fischer 57' Rainer Bonhof 85' |       | 62' Tscheu La Ling | Rheinstadion, Düsseldorf Toeschouwers: 68.000 Scheidsrechter: Károly Palotai (HUN) |

### 1979
|                                                                             |       |       |                |                                                                                  |
| 25 februari EK 1980 kwalificatie № 438 «onderlinge duels» 14:30 uur (UTC+1) | Malta | 0 – 0 | West-Duitsland | Empire Stadion, Gżira Toeschouwers: 8.450 Scheidsrechter: Vojtech Christov (TCH) |
| 25 februari EK 1980 kwalificatie № 438 «onderlinge duels» 14:30 uur (UTC+1) |       |       |                | Empire Stadion, Gżira Toeschouwers: 8.450 Scheidsrechter: Vojtech Christov (TCH) |

|                                                                         |         |       |                |                                                                                        |
| 1 april EK 1980 kwalificatie № 439 «onderlinge duels» 15:30 uur (UTC+4) | Turkije | 0 – 0 | West-Duitsland | İzmir Atatürkstadion, İzmir Toeschouwers: 69.000 Scheidsrechter: Miroslav Stupar (URS) |
| 1 april EK 1980 kwalificatie № 439 «onderlinge duels» 15:30 uur (UTC+4) |         |       |                | İzmir Atatürkstadion, İzmir Toeschouwers: 69.000 Scheidsrechter: Miroslav Stupar (URS) |

|                                                                       |       |                                          |                |                                                                                          |
| 2 mei EK 1980 kwalificatie № 440 «onderlinge duels» 19:30 uur (UTC+1) | Wales | 0 – 2                                    | West-Duitsland | Racecourse Ground, Wrexham Toeschouwers: 26.975 Scheidsrechter: Alberto Michelotti (ITA) |
| 2 mei EK 1980 kwalificatie № 440 «onderlinge duels» 19:30 uur (UTC+1) |       | 29' Herbert Zimmermann 52' Klaus Fischer |                | Racecourse Ground, Wrexham Toeschouwers: 26.975 Scheidsrechter: Alberto Michelotti (ITA) |

|                                                                     |                |       |                                                               |                                                                                   |
| 22 mei Vriendschappelijk № 441 «onderlinge duels» 19:30 uur (UTC+1) | Ierland        | 1 – 3 | West-Duitsland                                                | Lansdowne Road, Dublin Toeschouwers: 22.000 Scheidsrechter: George Courtney (ENG) |
| 22 mei Vriendschappelijk № 441 «onderlinge duels» 19:30 uur (UTC+1) | Gerry Ryan 26' |       | 28' Karl-Heinz Rummenigge 81' Walter Kelsch 90' Dieter Hoeneß | Lansdowne Road, Dublin Toeschouwers: 22.000 Scheidsrechter: George Courtney (ENG) |

|                                                                   |                     |       |                                                       |                                                                                  |
| 26 mei Vriendschappelijk № 442 «onderlinge duels» 14:00 uur (UTC) | IJsland             | 1 – 3 | West-Duitsland                                        | Laugardalsvöllur, Reykjavik Toeschouwers: 8.240 Scheidsrechter: Kenny Hope (SCO) |
| 26 mei Vriendschappelijk № 442 «onderlinge duels» 14:00 uur (UTC) | Atli Eðvaldsson 84' |       | 32' Walter Kelsch 33' Dieter Hoeneß 67' Dieter Hoeneß | Laugardalsvöllur, Reykjavik Toeschouwers: 8.240 Scheidsrechter: Kenny Hope (SCO) |

|                                                                           |                                            |       |                         |                                                                                      |
| 12 september Vriendschappelijk № 443 «onderlinge duels» 20:15 uur (UTC+1) | West-Duitsland                             | 2 – 1 | Argentinië              | Olympiastadion, West-Berlijn Toeschouwers: 45.000 Scheidsrechter: Ulf Eriksson (SWE) |
| 12 september Vriendschappelijk № 443 «onderlinge duels» 20:15 uur (UTC+1) | Klaus Allofs 47' Karl-Heinz Rummenigge 58' |       | 84' Jose Antonio Castro | Olympiastadion, West-Berlijn Toeschouwers: 45.000 Scheidsrechter: Ulf Eriksson (SWE) |

|                                                                            |                                                                                             |       |       |                                                                                    |
| 17 oktober EK 1980 kwalificatie № 444 «onderlinge duels» 20:15 uur (UTC+1) | West-Duitsland                                                                              | 5 – 1 | Wales | Müngersdorferstadion, Keulen Toeschouwers: 53.390 Scheidsrechter: Jan Keizer (NED) |
| 17 oktober EK 1980 kwalificatie № 444 «onderlinge duels» 20:15 uur (UTC+1) | Klaus Fischer 22' Manfred Kaltz 33' Klaus Fischer 39' Karlheinz Förster 83' Alan Curtis 84' |       |       | Müngersdorferstadion, Keulen Toeschouwers: 53.390 Scheidsrechter: Jan Keizer (NED) |

|                                                                          |                          |       |                                                                       |                                                                                            |
| 21 november Vriendschappelijk № 445 «onderlinge duels» 19:00 uur (UTC+4) | Sovjet-Unie              | 1 – 3 | West-Duitsland                                                        | Lenin Dinamo Stadium, Tbilisi Toeschouwers: 35.000 Scheidsrechter: Martti Hirviniemi (FIN) |
| 21 november Vriendschappelijk № 445 «onderlinge duels» 19:00 uur (UTC+4) | Aleksandr Machovikov 83' |       | 34' Karl-Heinz Rummenigge 62' Karl-Heinz Rummenigge 66' Klaus Fischer | Lenin Dinamo Stadium, Tbilisi Toeschouwers: 35.000 Scheidsrechter: Martti Hirviniemi (FIN) |

|                                                                             |                                          |       |         |                                                                                     |
| 22 december EK 1980 kwalificatie № 446 «onderlinge duels» 15:30 uur (UTC+1) | West-Duitsland                           | 2 – 0 | Turkije | Parkstadion, Gelsenkirchen Toeschouwers: 69.971 Scheidsrechter: Ruedi Renggli (SUI) |
| 22 december EK 1980 kwalificatie № 446 «onderlinge duels» 15:30 uur (UTC+1) | Klaus Fischer 15' Herbert Zimmermann 89' |       |         | Parkstadion, Gelsenkirchen Toeschouwers: 69.971 Scheidsrechter: Ruedi Renggli (SUI) |

CONMEBOL: Colombia · Ecuador

UEFA: Albanië · België · Bulgarije · Cyprus · Denemarken · West-Duitsland · Duitse Democratische Republiek · Engeland · Finland · Frankrijk · Griekenland · Hongarije · IJsland · Ierland · Italië · Joegoslavië · Luxemburg · Malta · Nederland · Noord-Ierland · Noorwegen · Oostenrijk · Polen · Portugal · Roemenië · Schotland ·  Sovjet-Unie ·  Spanje · Tsjecho-Slowakije · Turkije · Wales ·  Zweden · Zwitserland

CAF: Madagaskar AFC: Israël

DFB · A-internationals · Bondscoaches · Duits vrouwenelftal · Olympisch elftal · Duitsland U21 · Duitsland U20 · Duitsland U19 · Duitsland U18 · Duitsland U17 · Duitsland U16 · Vrouwen U17
1905 – 1919 · 
1920 – 1929 · 
1930 – 1939 · 
1940 – 1949 · 
1950 – 1959 · 
1960 – 1969 · 
1970 – 1979 · 
1980 – 1989 · 
1990 – 1999 · 
2000 – 2009 · 
2010 – 2019 · 
2020 – 2029
EK's: 1972 · 
1976 · 
1980 · 
1984 · 
1988 · 
1992 · 
1996 · 
2000 · 
2004 · 
2008 · 
2012 · 
2016 · 
2020 · 
2024
CC: 1999 · 
2005 · 
2017
WK's: 1934 ·
1938 · 
1954 · 
1958 · 
1962 · 
1966 · 
1970 · 
1974 · 
1978 · 
1982 · 
1986 · 
1990 · 
1994 · 
1998 · 
2002 · 
2006 · 
2010 · 
2014 · 
2018 · 
2022
OS: 1912 ·
1928 ·
1936 ·
2016 ·
2020
Albanië ·
Algerije ·
Argentinië ·
Armenië ·
Australië ·
Azerbeidzjan ·
België ·
Bohemen en Moravië ·
Bolivia ·
Bosnië en Herzegovina ·
Brazilië ·
Bulgarije ·
Canada ·
Chili ·
China ·
Colombia ·
Costa Rica ·
Cyprus ·
DDR ·
Denemarken ·
Ecuador ·
Egypte ·
Engeland ·
Estland ·
Faeröer ·
Finland ·
Frankrijk ·
Georgië ·
Ghana ·
Gibraltar ·
GOS ·
Griekenland ·
Hongarije ·
Ierland ·
IJsland ·
Iran ·
Israël ·
Italië ·
Ivoorkust ·
Japan ·
Joegoslavië ·
Kameroen ·
Kazachstan ·
Koeweit ·
Kroatië ·
Letland ·
Liechtenstein ·
Litouwen ·
Luxemburg ·
Malta ·
Marokko ·
Mexico ·
Moldavië ·
Nederland ·
Nieuw-Zeeland ·
Nigeria ·
Noord-Ierland ·
Noord-Macedonië ·
Noorwegen ·
Oekraïne ·
Oman ·
Oostenrijk ·
Paraguay ·
Peru ·
Polen ·
Portugal ·
Roemenië ·
Rusland ·
Saarland ·
San Marino ·
Saoedi-Arabië ·
Schotland ·
Servië ·
Servië en Montenegro · 
Slovenië ·
Slowakije ·
Sovjet-Unie ·
Spanje ·
Thailand ·
Tsjechië ·
Tsjecho-Slowakije ·
Tunesië ·
Turkije ·
Uruguay ·
Verenigde Arabische Emiraten ·
Verenigde Staten ·
Wales ·
Wit-Rusland ·
Zuid-Afrika ·
Zuid-Korea ·
Zweden ·
Zwitserland
Algerije (1982) · 
Algerije (2014) · 
Argentinië (1986) ·
Argentinië (1990) ·
Argentinië (2006) ·
Argentinië (2014) · 
Australië (2010) ·
België (1980) · 
Brazilië (2002) ·
Brazilië (2014) · 
Chili (1982) ·
Costa Rica (2006) ·
Denemarken (1992) ·
Denemarken (2012) · 
Ecuador (2006) ·
Engeland (1966) ·
Engeland (1982) ·
Engeland (2010) ·
Engeland (2021) ·
Frankrijk (2014) · 
Frankrijk (2021) · 
Ghana (2014) ·
Griekenland (2012) · 
Hongarije (1954, 2) ·
Hongarije (2021) ·
Italië (1982) ·
Italië (2006) ·
Italië (2012) · 
Japan (2022) · 
Kroatië (2008) ·
Mexico (2018) ·
Nederland (1974) ·
Nederland (2012) ·
Oekraïne (2016) ·
Oostenrijk (1982) ·
Oostenrijk (2008) ·
Polen (2006) ·
Polen (2008) ·
Polen (2016) ·
Portugal (2006) ·
Portugal (2008) ·
Portugal (2012) ·
Portugal (2014) ·
Portugal (2021) ·
Servië (2010) ·
Sovjet-Unie (1972) · 
Spanje (1982) ·
Spanje (2008) ·
Spanje (2022) ·
Tsjechië (1996, 2) · 
Tsjecho-Slowakije (1976) ·
Turkije (2008) ·
Verenigde Staten (2014) ·
Zuid-Korea (2018) ·
Zweden (2006)